# Brachysema sericeum
Brachysema sericeum är en ärtväxtart som först beskrevs av James Edward Smith, och fick sitt nu gällande namn av Karel Domin. Brachysema sericeum ingår i släktet Brachysema och familjen ärtväxter. Inga underarter finns listade i Catalogue of Life.